# Blechen Carré
Das Blechen Carré (Eigenschreibweise BLECHENcarré) ist ein Einkaufszentrum in Cottbus. Namensgeber ist der Cottbuser Maler Carl Blechen.

## Übersicht

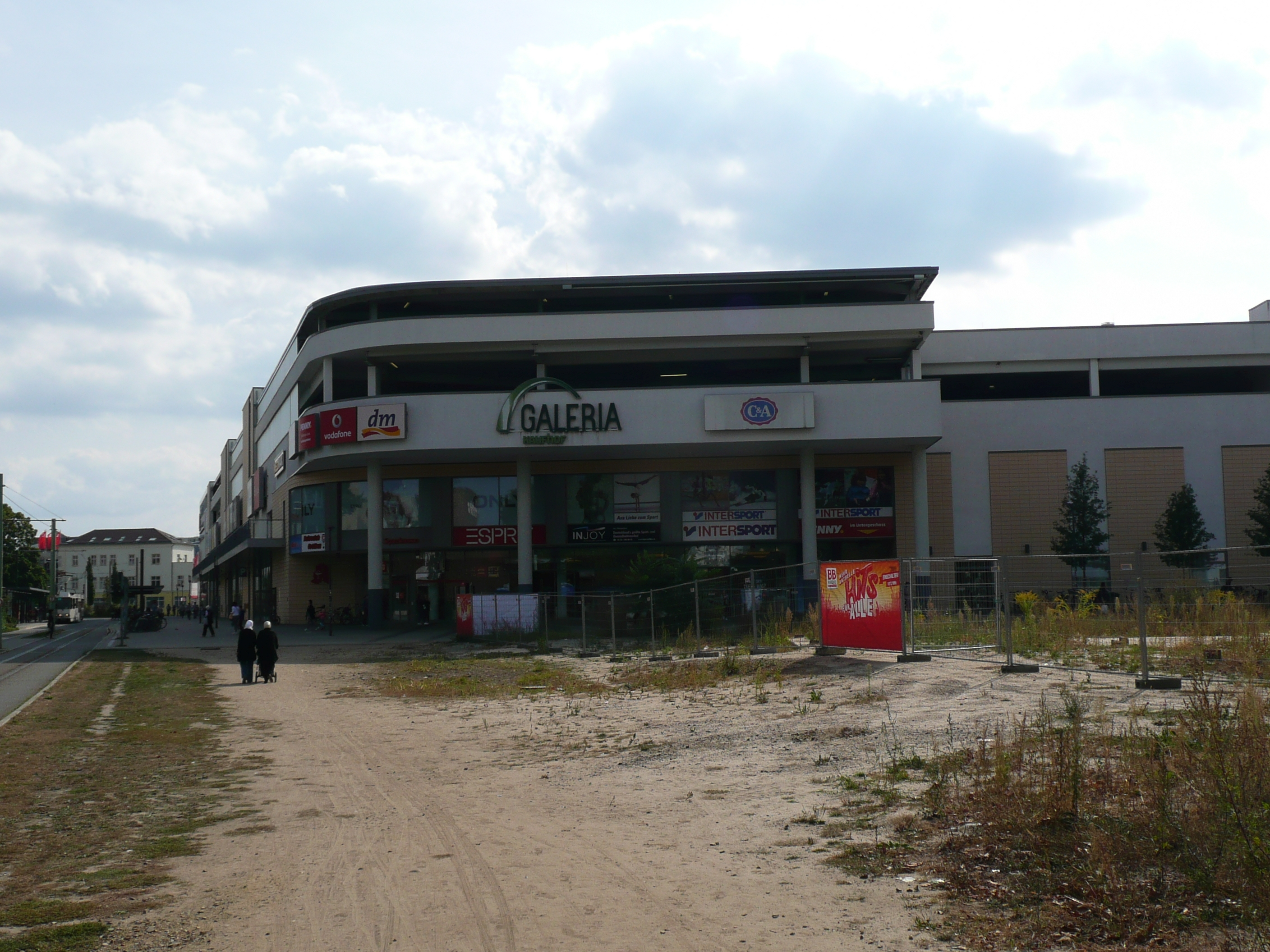
Blick auf das Blechen Carré und die Straßenbahnhaltestelle Stadtpromenade

Das Blechen Carré Cottbus ist mit einer Verkaufsfläche von 19.600 m² und einer Gesamtfläche von 50.000 m² das größte Einkaufszentrum der Lausitz. Mit 80 Geschäften vergrößert es das Angebot in der Cottbuser Innenstadt und ergänzt damit die Verkaufsflächen in der Fußgängerzone Sprem und der benachbarten Spree-Galerie. Das angrenzende Kaufhaus (ehemals Galeria Kaufhof, heute Aachener) ist direkt und barrierefrei mit dem Blechen Carré verbunden. Durch seine Lage in der Stadtpromenade in unmittelbarer Nachbarschaft zur gleichnamigen Straßenbahn- und Bushaltestelle ist es ideal mit öffentlichen Verkehrsmitteln zu erreichen. Das integrierte Parkhaus ist über die Karl-Liebknecht-Straße zu erreichen, die kurze Wege zum Cottbuser Stadtring und den Fernstraßen bietet. Eine Erweiterung um einen zweiten Bauabschnitt ist geplant.

## Geschäfte
Das Centerkonzept sieht eine Vielzahl kleinerer Verkaufsflächen mit wenigen großen Ankermietern vor. Der Branchenmix bietet unter anderem Filialen der Modeketten New Yorker, Esprit, Vero Moda/Jack&Jones und Ernsting’s family, die Schuhgeschäfte Deichmann, Mayers und Anika, den Elektronikmarkt MediMax, den Spielwarenhändler Spiele Max, die Videospielekette Gamestop, die Bücherkette Thalia, den Sportausstatter Intersport, die Drogerie dm sowie den Supermarkt Penny-Markt.
Zum Eröffnungstag waren alle 80 Ladenflächen des Centers vermietet, knapp ein Jahr später standen jedoch etwa zehn Prozent der Verkaufsflächen leer. Besonders der im Untergeschoss angesiedelte Food-Court Marktplatz sowie der ursprüngliche Rewe-Supermarkt, der ein Marktkonzept mit gehobenem Angebot hatte, räumten ihre Verkaufsflächen bereits bis Ende 2009. Infolgedessen fanden Umbauarbeiten statt, die das Untergeschoss zu weiteren Ladenflächen umgestalteten und das gastronomische Angebot zu großen Teilen in die höheren Etagen verlagerten. ProMarkt, Vorgänger des Ankermieters Medimax, musste im Jahr 2013 sein Geschäft aufgrund von Insolvenz aufgeben. Ende Februar 2016 zog sich die Bekleidungskette C&A aus dem Blechen Carré zurück, die ebenfalls als Ankermieter galt. Nachfolger wurde am 13. Oktober 2016 die Kaufhauskette TK Maxx, die ein auf Mode und Wohnaccessoires konzentriertes Sortiment anbietet.

## Entwicklung und Geschichte

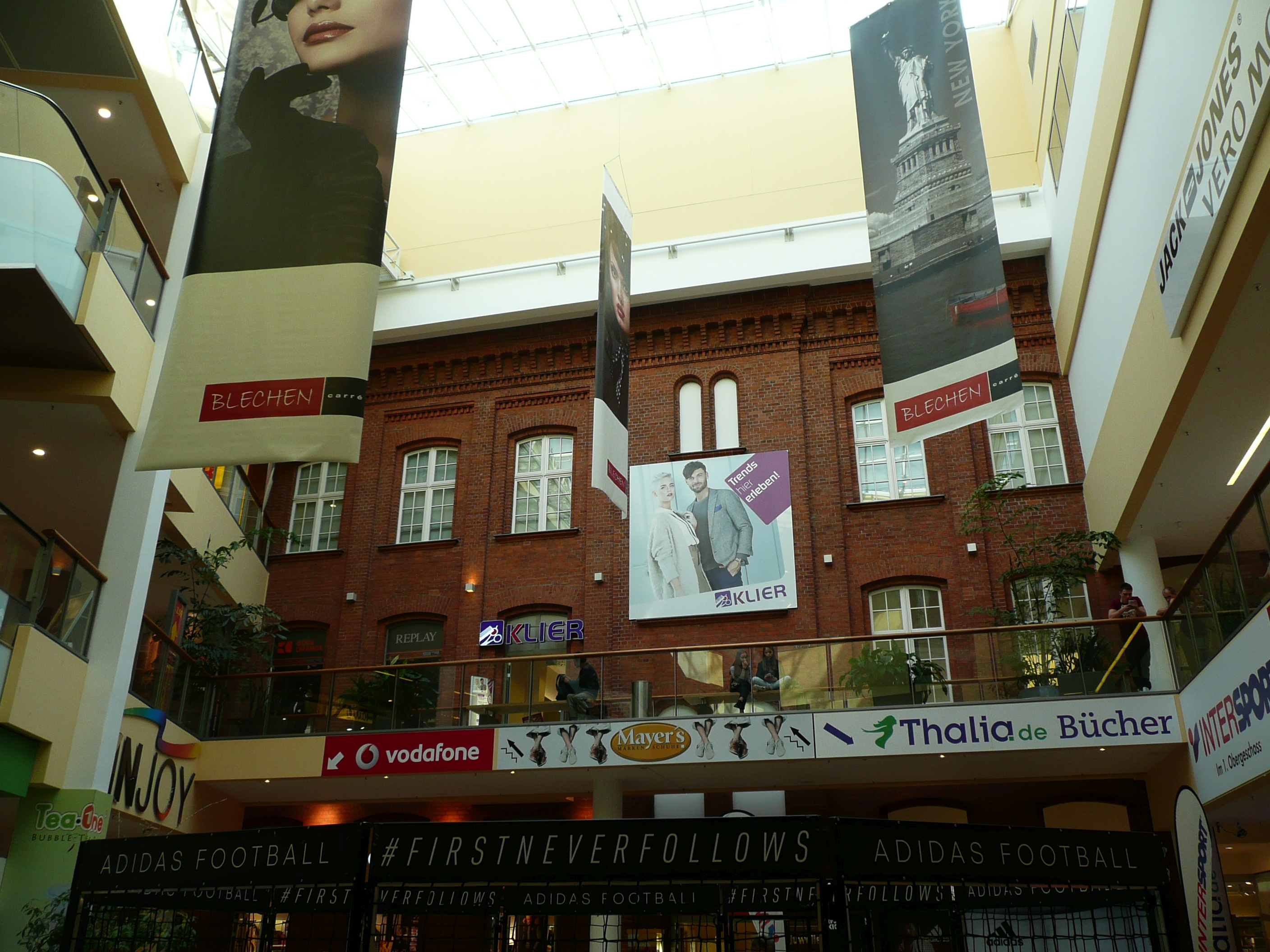
Innenansicht der ins Center integrierten ehemaligen Bürger-Töchterschule

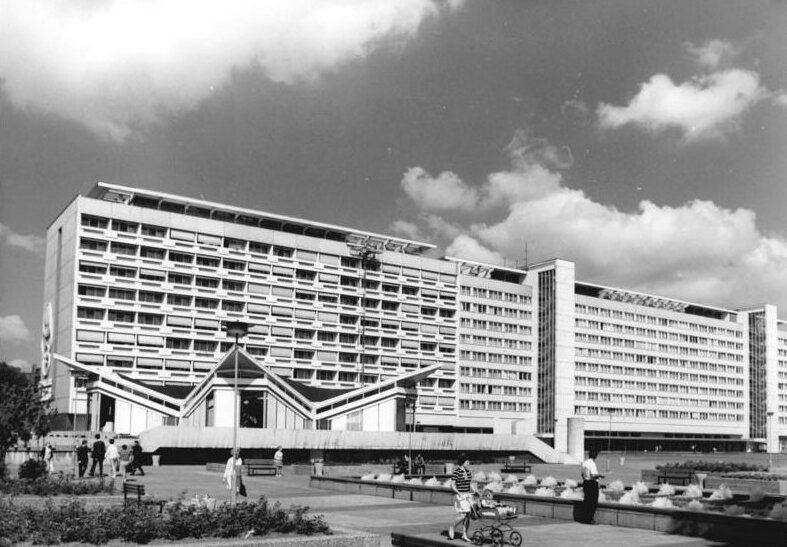
Blick auf die Kosmos-Eisbar „Sternchen“ und den Springbrunnen in der Stadtpromenade, an deren Stelle heute das Blechen Carré steht

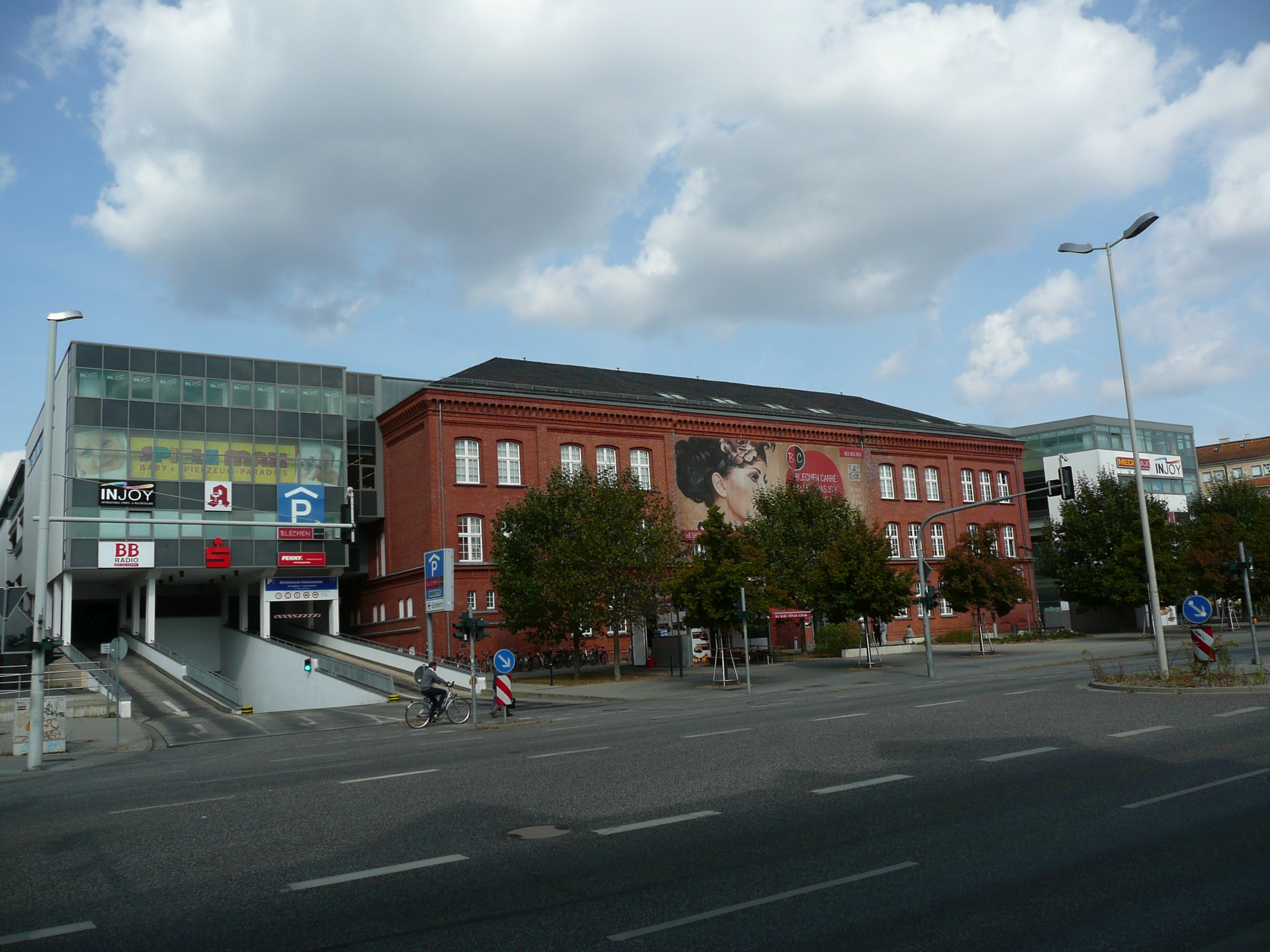
Ansicht inklusive der Parkhauseinfahrt

### Erster Bauabschnitt
Bereits 1992 gab es erste Überlegungen, ein Einkaufszentrum in der Cottbuser Innenstadt anstelle der kleinteiligen Pavillons der Stadtpromenade zu errichten. Diese wurden 1999 wieder aufgenommen und mündeten in den Folgejahren in konkrete Ideen einer City-Galerie, um die Innenstadt wiederzubeleben und zusätzliche Kaufkraft aus dem Umland anzuziehen. Viele Pläne mit verschiedenen Investoren wie der ECE wurden über Jahre kontrovers diskutiert und wieder verworfen, ehe schließlich im Jahr 2005 die Pläne für das heutige Blechen Carré entstanden und beschlossen wurden. Diese sahen eine Integration der früheren Bürger-Töchterschule an der Karl-Liebknecht-Straße in das Einkaufszentrum vor. Eine Nutzung des restlichen Altbestands der Stadtpromenade wie der bei den Cottbusern beliebten Kosmos-Eisbar Sternchen war nicht vorgesehen, was zu heftiger Kritik führte. Die Bauarbeiten begannen schließlich Ende 2006 mit dem Abriss der Fußgängerbrücke über die Straßenbahngleise. Anderthalb Jahre später wurde der Bau abgeschlossen, die Eröffnung fand am 26. September 2008 statt.

### Zweiter Bauabschnitt

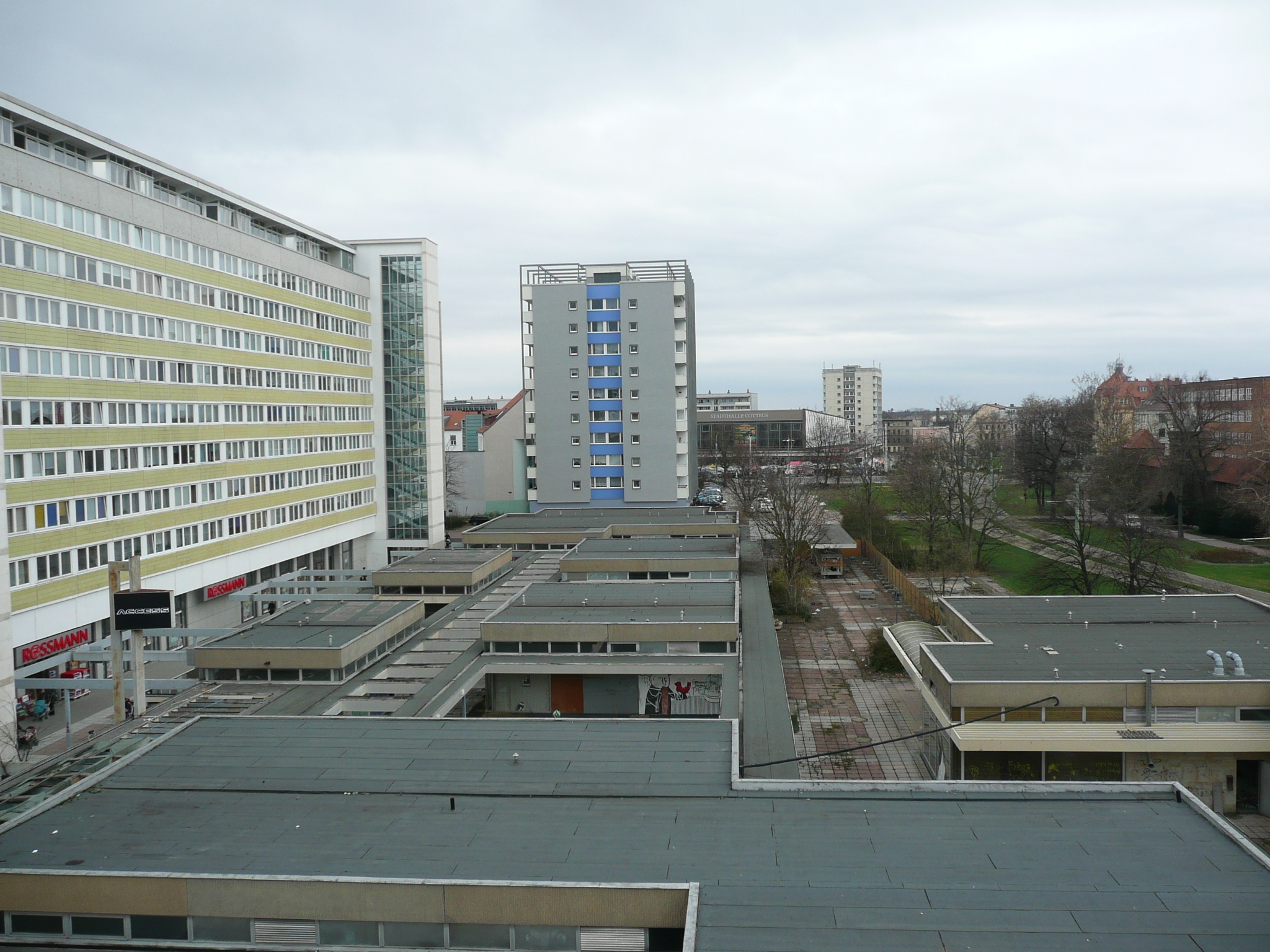
Blick über das Areal des zweiten Bauabschnitts zum Blechen Carré vor Abriss der Pavillons in der Stadtpromenade

Noch vor Fertigstellung des Blechen Carrés kamen von Seiten des Investors Gepro Ideen für eine Erweiterung des Einkaufszentrums nach Norden hin auf. Die früheren Pavillons in der Stadtpromenade waren längst dem Verfall preisgegeben, eine Nachnutzung unwahrscheinlich. Als Baustart war 2009 vorgesehen, die Fertigstellung dieses zweiten Bauabschnittes bis Ostern 2011. Die Cottbuser Stadtverordneten zögerten jedoch mit einem Beschluss bis Ende 2010, forderten Nachbesserungen und Sicherheiten, dass die Erweiterung möglichst ohne Leerstand eröffnet werden könne. Im selben Jahr kam es zur Verschiebung des Eröffnungstermins auf Weihnachten 2012, zu diesem Zeitpunkt waren gemäß dem Investor rund 70 % der Flächen des zweiten Bauabschnittes vermietet, der rund 20 Millionen Euro kosten und Platz für 30 Geschäfte auf rund 6500 m² bieten sollte. Die Stadt Cottbus kalkulierte derweil mit einem Zuschuss von 420.000 Euro für den Abriss der Pavillons, der 2011 stattfand. Wegen Schwierigkeiten mit der Finanzierung und Vermietung der Flächen kam es bis zum Jahr 2013 zu etlichen Verschieben des geplanten Eröffnungstermins. Die Stadt setzte dem Investor schließlich eine Frist bis September 2014, ein schlüssiges Finanzierungskonzept für den zweiten Bauabschnitt vorzulegen. Da dies nicht der Fall war, wurde der Bebauungsplan für das Areal von den Stadtverordneten am 24. September 2014 aufgehoben.
Im Sommer 2015 meldete sich der Investor, der weiterhin Grundstückseigentümer war, unerwartet zurück. Nach eigenen Angaben besaß er zu diesem Zeitpunkt über genügend finanzielle Mittel, um einen zweiten Bauabschnitt zu finanzieren. Aufgrund der Aufhebung des Bebauungsplans und den zurückliegenden Jahren zeigte sich die Stadtverwaltung skeptisch, nahm jedoch dennoch Verhandlungen auf. In den folgenden Wochen folgten im Gegensatz zu den Vorjahren konstruktive Gespräche zwischen den beiden Parteien mit dem Ziel, die Brachfläche im Herzen der Stadt endlich zu beseitigen. Bis zum September 2015 entwickelte man zusammen mit mehreren Planungsbüros drei verschiedene Entwürfe verschiedener Größe für die Neubebauung des Areals. Auch die Anregungen und Wünsche der Cottbuser sollten diesmal stärker berücksichtigt werden. Diese forderten unter anderem eine Wiederherstellung der Eisbar Sternchen oder eine Markthalle für den Wochenmarkt. Neben der Brachfläche sollte zudem der Parkplatz an der Post südlich der Stadthalle einbezogen werden, um auch eine optimale Verbindung zur Spree-Galerie herzustellen. Die Pläne sahen einen Baustart noch im Jahr 2016 und eine Eröffnung Ende 2017 vor. Im Dezember 2015 sprach sich auch der Cottbuser Oberbürgermeister Holger Kelch für die neuen Pläne aus, in deren Realisierung rund 18 Millionen Euro fließen sollten.
Im Frühjahr 2016 kam es zu weiteren Verzögerungen: Weil die Änderungswünsche von Stadt und Bürgern an den Bauplänen zusätzliche Kosten bedeuteten, suchte der Investor nach Einsparmöglichkeiten an anderen Stellen im Baukonzept. Teile der geplanten Glasfassade sollten weniger prägnant gestaltet, die Höhe der Geschosse reduziert und die Gestaltung der der Wohnscheibe zugewandten Seite verändert werden. Für die Stadt sei der Bürgerwille über die Entwürfe aus dem Vorherbst bindend, für den Investor die Bausumme von 18 Millionen Euro sowie die Nutzfläche von rund 10.000 m². Der Beschluss der Stadtverordneten über den Bau wurde mehrmals verschoben. Am 28. September 2016 beschloss die Cottbuser Stadtverordnetenversammlung schließlich den Bebauungsplan in enger Abstimmung mit dem Investor. Die Bauarbeiten sollten Anfang 2017 starten, die Eröffnung war für September 2018 geplant. Ein Jahr später im September 2017 konnte die Stadtverwaltung noch immer keine Baugenehmigung erteilen, weil der Investor noch nicht alle dafür nötigen Unterlagen eingereicht hatte. Derweil war die Stadt ihm finanziell entgegen gekommen und hatte die Stellplatzablöse für die geringere Anzahl an neuen Parkplätzen um 600.000 Euro auf 300.000 Euro reduziert. Am 25. April 2018 erteilte die Stadtverwaltung die Baugenehmigung für den zweiten Bauabschnitt. Als Baustart nannte der Investor September 2018. Er plant eine optische Verbindung zum bestehenden Einkaufszentrum und stellte in Aussicht, dass der Gesamtkomplex beider Gebäude künftig aus namensrechtlichen Gründen unter dem Namen City Mall vermarktet werden könnte.
Im Frühjahr 2019 wurde bekannt, dass die französischen Investoren das Interesse an der Immobilie verloren hätten. Der Eigentümer will nun bis zum Herbst 2019 nach neuen Investoren suchen. Seitens der Stadtverwaltung besteht weiterhin Interesse an einer Erweiterung des Einkaufszentrums, zugleich werden jedoch auch Stimmen laut, das Projekt neu zu überdenken oder eine Zwischenlösung zu finden, die das Areal zumindest optisch aufwertet. Im Jahr 2025 wurde das Einkaufszentrum an ein aus zwei Investmentgesellschaften und einer Immobiliengesellschaft bestehendes Konsortium verkauft.